# Груз (фильм, 2006)
«Груз» (англ. Cargo) — фильм-триллер с элементами драмы и приключений режиссёра Клайва Гордона, совместное производство Великобритании, Испании и Швеции. Главные роли исполнили Даниэль Брюль, Питер Маллан и Луис Тосар. Мировая премьера состоялась 24 января 2006 года на кинофестивале Сандэнс.

## Сюжет
Немецкий студент Крис (Даниэль Брюль), путешествующий по Африке с одним только рюкзаком за спиной, оказывается втянут в стычку с местной полицией и теряет паспорт. Находясь в отчаянном положении, без денег и документов, Крис натыкается на группу европейских моряков. Он узнаёт, что их судно «Чайка» (на котором нелегально перевозят экзотических птиц) отплывает из Африки в Марсель и решает вернуться в Европу, проникнув на судно и спрятавшись в грузовом трюме. План Криса проваливается и его ловит один из помощников капитана, психически неуравновешенный бугай Ромбус (Самули Эдельманн). Он приводит безбилетника к шкиперу судна по фамилии Брукс (Питер Маллан), который, после недолгой беседы, решает позволить Крису отработать деньги за билет, определив его на камбуз в качестве помощника корабельного кока (Луис Тосар). Молодой человек приступает за работу, однако вскоре начинают происходить жуткие события: сначала у одного из членов экипажей, Германа (Гэри Льюис), случается нервный срыв, а затем ночью Крис становится свидетелем, как члены экипажа выбрасывают за борт нескольких африканцев, которые также как и главный герой, тайком пробрались на корабль. Вскоре после этого пропадает Герман, оставляя после себя только ботинки. Затем Крис случайно обнаруживает ещё двоих нелегальных пассажиров — африканку Субиру (Никки Амука-Бёрд) и её мужа. Они оглушают его и прячутся. Осматривая рану парня, Баптист рассказывает ему, что какое-то время назад экипаж корабля был арестован за перевоз нелегальных мигрантов и лишился своего судна, которое носило имя «Ребекка» и было домом для моряков. Десять месяцев назад, уже на «Чайке», капитан приказывал сбрасывать всех безбилетных пассажиров в воды Средиземного моря. 
Тем временем, моряки один за другим продолжают исчезать, всё также оставляя после себя лишь обувь. Ромбус и несколько других моряков хватают Криса и винят в пропаже товарищей, угрожая сбросить в море. Молодой человек раскрывает им, что он оставлял в трюме еду для африканцев. Экипаж находит их, и на следующее утро капитан заставляет Криса смотреть на то, как моряки выбрасывают за борт одного из «зайцев». Капитан говорит Крису, что ему пора выбирать сторону, и главный герой принимает сторону команды. После этого отношение экипажа к нему меняется на более дружеское, однако вскоре всё омрачает очередное исчезновение. Моряки, считывая виновными в этом все ещё прячущихся на судне африканцев, приступают к их поискам. Крис находит Субиру, однако вместо того, чтобы сдать её команде, пытается её спасти. К ним на помощь неожиданно приходит Баптист, но капитан разбивает ему голову. Парочку в конечном итоге всё равно ловят и ставят перед Крисом выбор: или вытолкнуть за борт африканку, которую он практически не знает, или сбросят его самого. Он толкает женщину (к радости экипажа), однако затем бросается за ней в воду. Несмотря на попытки капитана спасти его, молодой человек тонет. Брукс приказывает команде поднять тело Криса, а затем распускает моряков, которые уплывают от корабля на спасательных шлюпках. В финале фильма, капитан Брукс отпускает из клеток птиц, и сидит, склонившись над телом умершего Криса. Субира, которой удалось выжить, спасается на одной из шлюпок.

## В ролях
- Даниэль Брюль — Крис
- Питер Маллан — капитан Брукс
- Гэри Льюис — Герман
- Луис Тосар — Баптист
- Самули Эдельманн — Ромбус
- Никки Амука-Бёрд — Субира
- Рики Гроувер — Элвис

## Производство
Идея сценария для фильма «Груз» пришла Полу Лаверти после того, как он наткнулся в прессе на новость о том, как капитан греческого торгового судна обнаружил на борту своего корабля полдюжины безбилетных пассажиров и выбросил их за борт. В то время Лаверти работал над сюжетом «Песня Карлы» Кена Лоуча, и вернулся к этому сценарию, когда познакомился с режиссёром-документалистом Клайвом Гордоном, для которого «Груз» стал дебютным игровым фильмом.
Производство фильма стартовало в 2004 году, в мае стало известно, что продюсированием фильма займётся Андреа Колдервуд из Slate Films; датой начала съёмок было объявлено 4 сентября.
Съёмки фильма проходили в Барселоне и Аккре, столице Ганы, постпродакшн фильма осуществлялся в Галисии, Мадриде, Стокгольме и Лондоне. Бюджет составил около 7 миллионов евро.

## Критика
Тодд Маккарти, рецензент Variety, сравнил фильм с произведениями писателя Джозефа Конрада (автора экзотических морских романов), при этом раскритиковав «Груз» за «избыток заплесневелой символики, касающейся эксплуатации европейцами стран третьего мира» (например, птицы в клетках явно олицетворяют африканских рабов). Маккарти назвал сценарий Лаверти скудным, однако положительно отозвался об актёрской игре Питера Маллана и Даниэля Брюля. Дэниел Сэйни, обозреватель британского сайта Digital Spy, холодно отозвался о фильме, назвав его разочаровывающим и чрезмерно загадочным, однако похвалил актёрскую игру Даниэля Брюля и клаустрофобную атмосферу фильма, достигнутую за счёт съёмок на настоящем грузовом судне.